# Paul von Spaeth
Paul Reich, ab 1867 Paul Reich genannt Spaeth, ab 1911 Paul von Spaeth (* 22. September 1859 in Angerburg als Heinrich Albert Paul Anton Reich; † 18. Juni 1936 in Groß Droosden, Kreis Labiau) war ein deutscher Majoratsbesitzer und Parlamentarier.

## Leben
Paul von Spaeth wurde als Sohn von Ernst Franz Reich (1826–1906, Geheimer Justizrat) und dessen Frau Emma Ida Rosalie geb. Hartog (1826–1902) geboren. Sein Vater erhielt 1867 die Genehmigung zur Führung des bürgerlichen Familiennamens Reich genannt Spaeth.
Reich studierte Agrarwissenschaften an den Universitäten Halle und Königsberg. 1881 wurde er Mitglied des Corps Guestphalia Halle. Zudem absolvierte er eine praktische landwirtschaftliche Ausbildung. Er wurde Besitzer des Majorats Groß Droosden bei Pronitten und des Ritterguts in Meyken. Bei der Landwehr erreichte er den Dienstgrad Rittmeister.
Reich war Amtsvorsteher, Standesbeamter, Mitglied des Kreisausschusses, Kreistags und des Provinziallandtags der Provinz Ostpreußen. Von 1908 bis 1918 saß er als Abgeordneter des Wahlkreises Königsberg 2 (Labiau, Wehlau) im Preußischen Abgeordnetenhaus. Er gehörte der Fraktion der Konservativen Partei an.
Als von Spaeth wurde er am 24. Mai 1911 in den preußischen Adelsstand erhoben.